# Campus MIL
Pour les articles homonymes, voir MIL.
Le campus MIL est le plus récent campus de l'Université de Montréal, implanté sur le site de l'ancienne gare de triage d'Outremont. Occupant une superficie de 240 000 mètres carrés, le projet comprend des pavillons universitaires ainsi qu'un centre d'innovation et s'inscrit au coeur du quartier du Nouvel Outremont, une des composantes du projet urbain MIL Montréal développé par la Ville de Montréal. Outre les bâtiments du campus se déployant au nord de l'avenue Thérèse-Lavoie-Roux, le nouveau quartier prévoit accueillir plus de 1300 logements, 4 nouveaux parcs et places, des pistes cyclables et des liens piétonniers,.
Conçu par Menkès Shooner Dagenais LeTourneux Architectes, le premier bâtiment du campus MIL abrite quatre départements de la Faculté des arts et des sciences : chimie, physique, géographie et sciences biologiques,. MIL comprend 190 laboratoires de recherche et 16 chaires de recherche. L'Université prévoit ouvrir deux nouvelles ailes dans les années à venir, pour accueillir le département de mathématiques et de statistique et le département d'informatique et de recherche opérationnelle.
Le campus MIL a été officiellement inauguré le 20 septembre 2019 par le premier ministre François Legault, le ministre de l'Économie et de l'Innovation Pierre Fitzgibbon, le recteur Guy Breton, la mairesse de Montréal Valérie Plante et d'autres officiels.
Premier espace public construit du grand projet MIL Montréal, la place Alice-Girard, conçue par NIP Paysage, est également inaugurée en 2019. Véritable pierre angulaire de ce projet de revitalisation urbaine, elle vise à marquer l’identité du lieu, ancré sur la mémoire d’un paysage industriel caractérisé par une grande diagonale et témoin de l’ancienne vocation du site comme gare de triage. Son toponyme met également à l’honneur la première femme doyenne de l’institution.
En 2020, le parc Pierre-Dansereau, réalisé par les firmes NIP Paysage, EXP et FNX-Innov pour la ville de Montréal, est le premier parc du quartier à être inauguré. Ce parc résilient ou parc-éponge est conçu pour retenir les eaux pluviales et jusqu'à 700 m2 d'eau lors d'événements intenses,.
Au gala de l'Association des firmes de génie-conseil du Québec en 2020, le projet du Complexe des Sciences a remporté le prix Visionnaire et le prix dans la catégorie Bâtiment Structure.
Durant la pandémie de Covid-19, une clinique de vaccination permettant l'administration de 1 000 doses par jour a été ouverte le 18 mars 2021,.